# パケス
パケス（希：Πάχης、ラテン文字転記：Paches、紀元前5世紀）はペロポネソス戦争期のアテナイの将軍である。
パケスはエピクロス（哲学者のエピクロスとは別人）の子である。紀元前428年にパケスはレスボス島のミュティレネで起こったアテナイに対する反乱（ミュティレネの反乱）に対して重装歩兵1000人と共に派遣され、既に送られていた部隊と共にそれを鎮圧した。その後、彼はミュティレネの増援に向ったものの間に合わずに退き帰していたペロポネソス艦隊を追跡し、この途中ノティオンを親ペルシア派とアルカディア軍から切り離した後、レスボス島へと戻るとピュラとエレソスを服属させ、裁判のために反乱の責任者をアテナイに送った。また、ストラボンによると、パケスはトロイをミュティレネから奪った。その後、パケスは遠征での何かしらの過失のために訴えられたが、有罪判決が下されようとした時に法廷の壇上で剣を抜いて自殺した。

## 註
1. ↑  トゥキュディデス, III. 18, 28
2. ↑  ディオドロス, XII. 55
3. ↑  トゥキュディデス, 33-35
4. ↑  ストラボン, XIII. 1. 39
5. ↑  プルタルコス, 「アリステイデス」, 26
6. ↑  プルタルコス, 「ニキアス」, 6